# Starina Novak
Starina Novak, Baba Novac serb. Старинa Новак, rum. Baba Novac, bułg. Баба Новак, Дебел Новак (ur. ok. 1530 w Poreču, zm. 1601 w Kolozsvárze) – serbski lub rumuński hajduk walczący przeciwko Imperium Osmańskiemu. Bohater narodowy Serbii i Rumunii.

## Życiorys

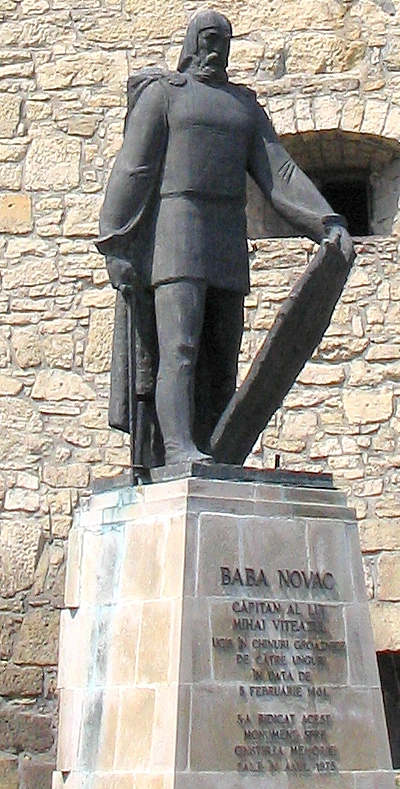
Posąg Baby Novaca w Klużu-Napoce

Urodził się ok. 1530 roku w Poreču, obecnie Donji Milanovac w Serbii. Był domniemanym potomkiem średniowiecznej bułgarskiej dynastii królewskiej Szyszmanowiczów.
Wspomagał Michała Walecznego w walkach z Turkami w Bułgarii, Banacie, Wołoszczyźnie, Siedmiogrodzie i okolicznych ziemiach.
Zmarł w 1601 w Kolozsvárze (obecnie Kluż-Napoka).

## Upamiętnienie
- W Klużu-Napoce znajduje się jego pomnik
- Ulice jego imienia są m.in. w Bukareszcie[2], Klużu i Belgradzie
- Rumuński zespół Transsylvania Phoenix nagrał album poświęcony jego osobie: Baba Novak[3]